# Тёмная звезда (тёмная материя)
Тёмная звезда́ (англ. Dark star) — это теоретически предсказанный тип звёзд, которые могли существовать на раннем этапе формирования Вселенной, ещё до того как могли сформироваться «нормальные» звёзды. Как и современные, тёмные звёзды могли состоять из нормальной материи, но высокая плотность тёмной материи могла генерировать тепло вследствие реакций аннигиляции между частицами тёмной материи. Это тепло могло предотвратить сжатие таких звёзд до относительно компактных размеров современных звёзд и, следовательно, предотвратить реакции ядерного синтеза между атомами «нормального» вещества.
В рамках этой теории, тёмная звезда предсказывается как огромное облако водорода и гелия диаметром от 4 до 2000 а. е. Температура поверхности таких звёзд настолько низка, что генерируемое ими излучение невидимо для невооружённого глаза.
Возможно, тёмные звёзды всё ещё сохранились. Несмотря на то, что они не излучают в видимом диапазоне, они могут быть обнаружены по гамма-излучению, излучению нейтрино или выделению антивещества. Тёмные звёзды могли бы быть приняты за обычные облака холодного молекулярного водорода, но облака водорода не могут испускать настолько активные частицы.
Название «тёмная звезда» используется также и в более ранних теориях, но это не имеет отношения к описанной здесь концепции.

## Кандидаты в Тёмные звезды
В 2023 году космический телескоп Джеймса Уэбба обнаружил три точечных источника с сильным красным смещением (z = 10-13) — JADES-GS-z13-0, JADES-GS-z12-0 и JADES-GS-z11-0. 
Исследователи предположили, что единственными точечными источниками, которые могли существовать в то время и были достаточно яркими, чтобы их можно было наблюдать на таких феноменальных расстояниях были сверхмассивные тёмные звезды, светившие за счет аннигиляции темной материи. Спектральный анализ этих объектов показал, что они имеют массу от 500 000 до 1 миллиона солнечных, а также светимость в миллиарды солнц, вероятно они также, обладают огромными радиусом, превышающим 10 000 солнечных радиусов.